# Scardamia neophronaria
Scardamia neophronaria là một loài bướm đêm trong họ Geometridae.